# 劉弘化
劉弘化（？—？），字貳公，號衡麓，湖廣攸縣人。明朝政治人物。

## 生平
弘化十歲喪父，貧苦而力學。萬曆三十八年（1610年）庚戌科進士。兩任山西知縣，皆以政績稱。調刑科給事中。天啟間，魏忠賢誣陷熊廷弼，劉弘化上疏力爭，反牽連下獄。崇禎初平反，官兵科都給事中。累遷南京大理寺卿，以病歸。